# Sobri Jóska
Sobri Jóska (vagy Zsubri Jóska, született Pap József, Erdőd major (Vas vármegye), 1810. – Lápafő, 1837. február 17.), a maga idejében rettegett útonálló volt, aki később hírhedt, főleg a Bakony erdeiben bújkáló dunántúli betyárvezérként vált közismertté.
Betyárcsapatával kegyetlen, rajtaütésszerű rablótámadásokat hajtottak végre a Dunántúlon. Halála után még ötven évvel is arról beszéltek, hogy nem halt meg és „Sobri él”. Sobri Rózsa Sándor után talán a leghírhedtebb magyar betyár. Mesék, dalok és táncok őrzik rémtetteinek emlékét. Szombathelyi börtönbüntetésekor a szóbeszéd szerint Sobri valóságos parasztadónisszá vált. Ugyanis ha közmunkára vezették, a cselédek és az úrinők fürkésző tekintete követte minden mozdulatát.
Az egykorú, ellene kiadott körözőlevél szerint „sudár termetű, fehér bőrű, csinos arcú" legény volt.

## Élete
Apja, Pap István a Sopron vármegyei Sobor faluból került Vas vármegyébe, a mai Bögöte közelében fekvő Erdőd majorba kanásznak, ahol Jóska nevű fia született. Valószínűleg édesapja szülőfaluja után kapta a Sobri ragadványnevet.
A legenda szerint fiatalkori rossz társaság terelte tévútra. Még szinte gyerekként inkább legénykedésből, mint bűnöző szándékkal részt vett egy bakonyi disznólopásban, majd az eltulajdonított jószág értékesítésében. A cselekményre azonban hamar fény derült, és Sobrit a törvényszék a kár megtérítésére és a szombathelyi börtönben letöltendő két év büntetésre, továbbá pálcázásra ítélte.
A néphagyomány szerint a börtönben megváltozott. Romantikus történeteket szőttek Benkő Lázár nevű porkoláb feleségével létesített szerelmi kapcsolatáról. Sobri egyik rabtársától tanult meg írni, olvasni, és öltözködése is megváltozott. Mikor visszatért, cifra ruhát viselt, és kész kalandor volt. A börtönből való szabadulásáról is többféle mendemonda kering. Az egyik szerint az említett porkolábné segítségével szökött meg, míg a másik szerint, és ez a valószínűbb, rendesen kitöltötte büntetését.
1835-ben társával, Fényes Istók bojtárral kirabolták a kolomposi juhászt. Istókot elfogták és felakasztották, Sobrinak azonban sikerült megszökni az igazságszolgáltatás elől. Ettől kezdve menekülésre kényszerült, és csakhamar a bujdosó szegénylegények vezérévé vált, akikkel a Dunántúl erdős vidékein garázdálkodott. Alvezérét Milfajt Ferkónak hívták. (Milfajt hat osztályt végzett, és több nagyúrnál szolgált inasként, Sobri bizalmasa és tanácsadója volt.) A Bakonyban és a hozzá közel lévő Vas, Zala, Győr és Veszprém vármegyékben tevékenykedtek leginkább. Bandájukkal általában gazdag számadó juhászokat, kereskedőket fosztogattak. Sobri 1836-ban követte el talán leghírhedtebb rémtettét, amikor Kónyban a győri káptalan pénztárát rabolta ki, és az uradalmi számtartó minden vagyonát elvette.

Másik hírhedt esete hajdenczi Hunkár Antal (1782–1862) ezredes kirablása volt, ami végzetesnek bizonyult számára, hiszen az áldozat (akinek ezúttal szó szerint egy fillért sem hagytak házában) nagy tekintélyű és befolyásos ember volt. Az ezredes nem volt rest magánál a királynál és a nádornál is panaszt tenni, így a vármegyék és a kormányzati szervek szigorú és megfelelő intézkedésekre utasíttattak. E korszakából való szerelme Répa Rozi, akivel Sobri azután ismerkedett meg, hogy Rozi, a Kisapáti malom szolgálólányaként urasága őt fogdosó rokonát szerencsétlenül a fogaskerekek közé lökte, és az meghalt. Az Eötvös Károlynak személyesen Rozi bátyja, Répa Ferkó által elmesélt történetük szerint Sobri még éjszaka átküldte embereit a molnárhoz, írasson igazolólevelet az urasággal Rozi ártatlanságáról. Majd elhelyezte megbízható emberéhez a Tapolca melletti Billege csárdába, egészen Sobri haláláig.
„[Rozit] nem is bántották soha. Hanem amikor megtudták, hogy a húgom hol van, és hogy ő a Sobri szívbeli mátkája: elmentek abba a rongyos csárdába még az urak is Tapolcáról, Halápról, Badacsonyból, Keszthelyről, hogy húgomat megláthassák. De olyan becsülettel beszéltek vele, mint egy úri kisasszonnyal. Akkor támadt az a dal is: Répa Rozi Billegében – Játszik a Sobri ölében. Pedig dehogy játszott. Sobri Jóska sokszor megjött, meg is ölelte, meg is csókolta mátkáját, de különben úgy bánt vele, mintha templomban lettek volna, és a feszület nézett volna rájuk. Pedig csak abban a rongyos csárdában voltak, és rájuk nem mert volna nézni senki.
A közvélemény eddigre már félte Sobri nevét. Az országban gyakoriak voltak a rablások, melyeket akkor is az ő számlájára írtak, ha nem ő követte el. Veszélyessé vált az utazás. A kancellária a bűnözés megállítása érdekében mozgósította hat vármegye katonaságát és valóságos hajtóvadászatot rendeltek el ellene. Sobri Jóska fejére 100 arany vérdíjat tűztek ki. Az üldözött Sobri kétfelé osztotta a csapatát: az egyik Milfajt vezetésével a Vértes felé vonult, míg ő a másikkal a Bakonyon át Tolna felé tartott. Alvezérét érte előbb utol a végzet: Milfajt egy elvadult mulatság során saját magát lőtte meg, a sebesült betyárt elfogták, és 1836. december végén a "talpon álló" (rögtönítélő) bíróság felakasztatta.
Sobrit és öt társát 1837. február 17-én kerítették be Somogy és Tolna vármegye határán, Lápafőnél. Itt szabályszerű ütközet alakult ki, a sarokba szorított betyárok bátran védekeztek, még sebesülten sem adták meg magukat. Sobri folyamatosan tüzelt a 30-35 katonára, akik végül mégis a közelébe férkőztek, és egy tiszt lándzsával rontott rá. A betyár célba vette, de amikor rádöbbent, hogy körül van véve, a fegyvert maga ellen fordította, és szíven lőtte magát. Az ezt követő zűrzavarban a még életben lévő társai közül néhánynak sikerült kereket oldania.

## Emlékezete

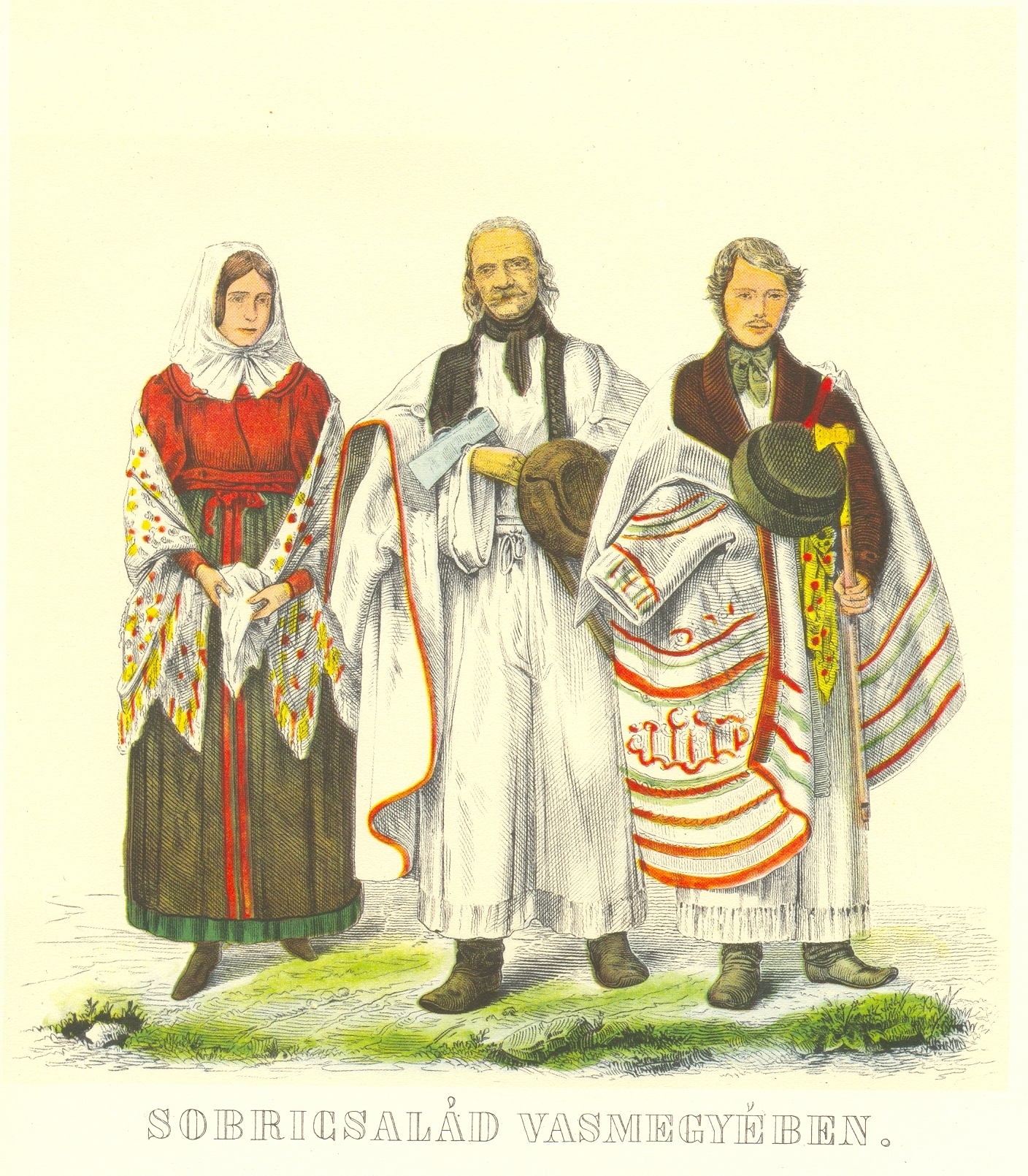
Sobri Jóska édesapja, és két fiatalabb testvére (1846).

Rózsa Sándor után a leghírhedtebb magyar betyárnak tartják. Hírhedtsége amiatt egyedi, hogy Rózsa Sándor 65 évet élt, és bár ült börtönben is, de lényegesen hosszabb idő alatt szerezte kétes hírnevét. Ezzel szemben Sobri korai halála miatt pár évi betyárkodásának eredményeként vált országszerte hírhedté. Mesék, dalok és táncok őrzik rémtetteinek emlékét. Halála után ötven évvel a szájhagyomány szerint még arról beszéltek, hogy „Sobri él”. Voltak, akik szerint az Alföldön gazdag számadó, míg mások azt gondolták, hogy Amerikában gyógyszerészként dolgozik. A Magyar Néprajzi Lexikon szerint viszont a rettegett banditát sikerült élve elfogni, és Tamásiban – Milfajt Ferkóhoz hasonlóan – ő is kötélre került.
Tarján M. Tamás (Rubicon történelmi magazin) tanulmánya szerint nem tudható, hogy mi történt Lápafőnél. Hasonló álláspontot képvisel a Csepeli György – Mátay Mónika szerzőpáros is (Médiakutató Alapítvány), akik szerint a Lápafői összecsapásról Kelemen Miklós szakcsi jegyző ugyan azt írta jelentésében: „…midőn Sobri látta már, hogy elfogják, először a hozzá közeledő kapitányra szegezte pisztolyát, s mielőtt elsütné, visszaforditván, úgy meglőtte magát, hogy a golyóbis szivén is keresztül hatván, azonnal kimult a világból” (Békés 1966: 99). Másrészt azonban az elfogott egyik betyár, Varga István Tóth Béla szerint a lápafői ütközet után azt állította, hogy Sobri életben maradt (Tóth Béla (1896): Mendemondák. A világtörténet furcsaságai. Budapest: Atheneum 130. oldal). Vahot Imre, az ismert reformkori újságíró-publicista az 1840-es években állítólag személyesen kereste fel Sobri édesapját és interjút készített vele. Az akkor már 75 éves Pap István tagadta, hogy felismerte volna fia holttestét abban a rablóban, akit a hatóságok mutattak neki. Vahot maga sem hitte, hogy Sobri valóban meghalt: valószínűbbnek tartotta azt a verziót, mely szerint szakított betyár múltjával és Szlavóniába szökött, ahol a későbbiekben, álnéven, békés és becsületes kanászként élt (Vahot Imre (1846): „Sobricsalád Vasmegyében. Népismertetés”. In uő. (szerk.): Magyarföld és népei eredeti képekben. Föld- és népismei, statistikai és történeti folyóirat. Beimel, Pest, 1848 16. oldal).
Toldalagi Róza grófnő (később Schleinitz báróné) visszaemlékezése szerint (Gmunden, 1900) édesapjának volt Magyarországon egy unokatestvére, Vay Károly gróf. Róla azt mesélték, hogy azonos Sobri Jóskával, a hírhedt betyárral. Vay Károly gazdag volt, de pazarló, mint mindenki a családjából; elszórta mindenét, aztán eltűnt. A Vay család tagjai azt állították, utazgat, de nem tudják, merre. Ekkor bukkant fel Sobri Jóska, a hírhedt útonálló. Évek múltán Sobri nyomtalanul eltűnt. Vay Károly pedig hazatért, mégpedig gazdagon. Sobrit a pandúrok kardja megsebezte a homlokán, Vay ugyanazon a helyen heget viselt, amelyet hajfürtjével takargatott. Vay Károly borgőzösen Sobrinak vallotta magát. 1848-ban mint honvédőrnagy járt Toldalagiéknél, ekkor ötvenéves volt, népdalokat énekelt a Toldalagi lányoknak.

## Sobri Jóskáról szóló művek

### Írott művek
- Georg Schobri, der Räuberhauptmann in Ungarn (Leipzig, 1837); német nyelven
- Schubery, le brigand hongrois (Paris, 1837), francia nyelven
- Sobri (Pest, 1837);
- Vahot Imre: Sobri család Vas megyében (Magyar Föld és népei, 1848. I. 13.)
- Eötvös Károly: A Bakony rossz híre (Budapesti Hírlap, 1887.)
- Eötvös Károly: Utazás a Balaton körül, Répa Rozi története fejezet; (Révai, 1900)
- Gyurkovics Tamás: Hej Archiválva 2018. január 23-i dátummal a Wayback Machine-ben (novella, Könyves Blog, 2018)

A századfordulón a ponyvakiadványok kiszínezték kalandos életét, és hozzáillesztettek meg nem történt részleteket. Ilyenek például: 
- Sobri Jóska a híres és rettegett bakonyi betyár élete és kalandjai (Budapest)
- Sobry Jóska a híres úri betyár kalandjai vagy a magyar Rinaldo Rinaldini (Budapest)
- Sobri lett a szereplője Krúdy Gyula több novellájának is.

A Sobri Jóskáról szóló népballadák legtöbbje hetyke, magabiztos hangú, félelmet és halált megvető bátorságúnak állítja be. Itt is kifejezésre jut a betyármondákból ismert szemlélet, hogy a „gazdagot rabolja, szegényt segíti”, és eszességével túljár az üldözők eszén.
2015-ben drMáriás a Sobri Jóska Kokoschka műtermében című festményével állított emléket a betyárnak.

### Filmek
Sobri (2002); életrajzi kalandfilm, Szarvas Attila főszereplésével, Novák Emil rendezésében.